# FERT

1890年のイタリア王国の紋章

FERTはヴィットーリオ・アメデーオ2世によって採用されたイタリア王国、 またイタリア王国の前身であるサルデーニャ王国、そしてそれらの王国の君主であったサヴォイア家の標語である。 
FERTは聖アヌンツィアータ騎士団の首輪で初めて使用された。 第二次世界大戦で枢軸国側でイタリア王国が参戦、イタリア戦線 (第二次世界大戦)が開かれた。壮絶な内戦を切り抜けたイタリア王国であったが、イタリア参戦の切っ掛けとなったムッソリーニ独裁を王位惜しさに後押しした形となっていたサヴォイア王家は国民の信頼を失いつつあった。1946年王政廃止に関するイタリアの国民投票によってイタリア王国がイタリア共和国として共和制に移行すると、王政と共に廃止された。  
FERTの意味を巡って様々な解釈が取られており、次のような頭字語と考えられている。
- Foedere et Religione Tenemur （ラテン語： 我等、法と神によって守られん）
- Fortitudo Eius Rhodum Tenuit（ラテン語：「彼の力はロードス島を征服した」または「彼の勇気によってロードス島は占められた」(サヴォイア伯アメデーオ5世によるロードス島1315年包囲戦の勝利)
- Fortitudo Eius Rempublicam Tenet （ラテン語：「彼の勇敢さは国を護る」
- Fides Est Regni Tutela （ラテン語： 信仰は王国の保護者である）。

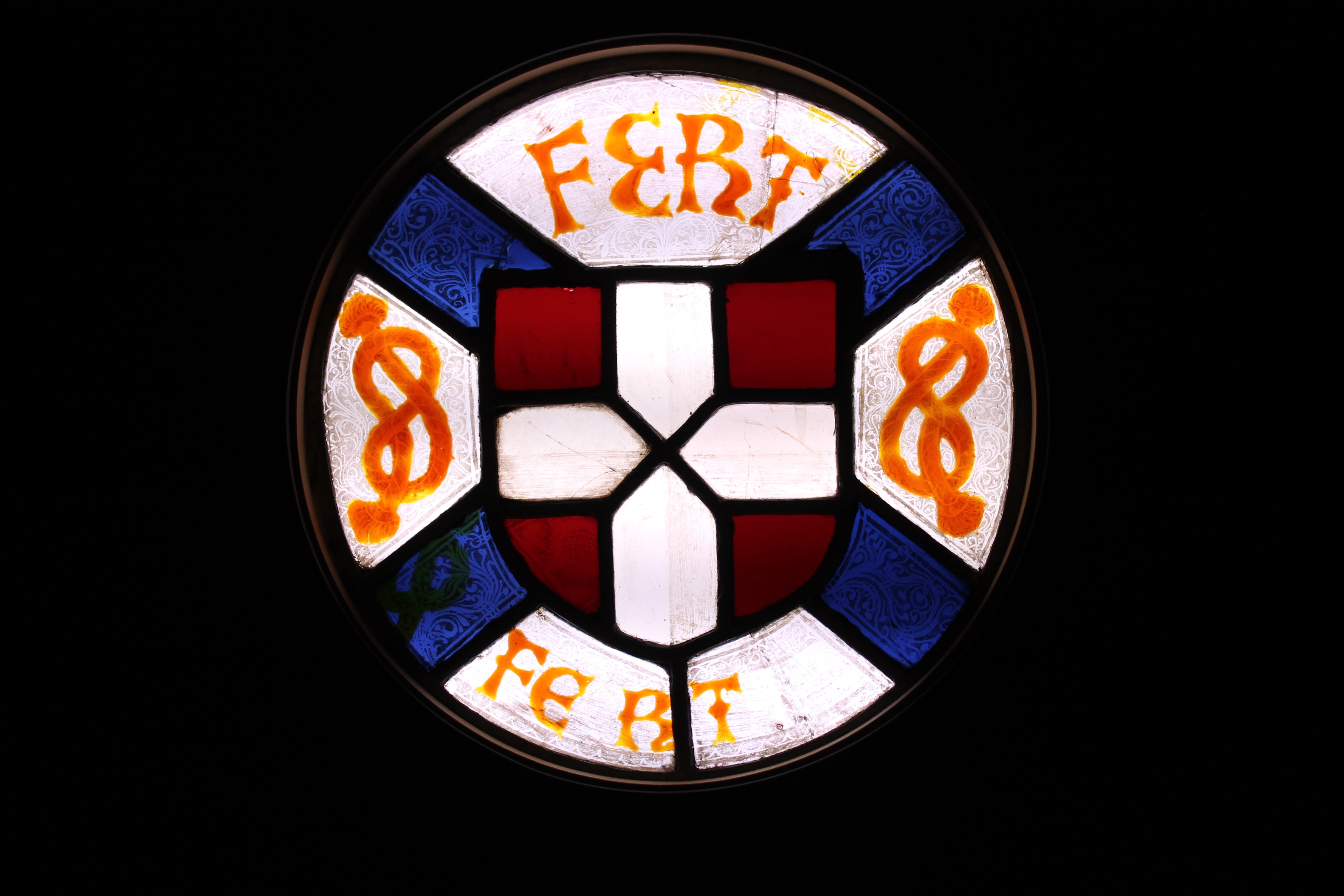
アメデーオ8世の紋章が付いたステンドグラス
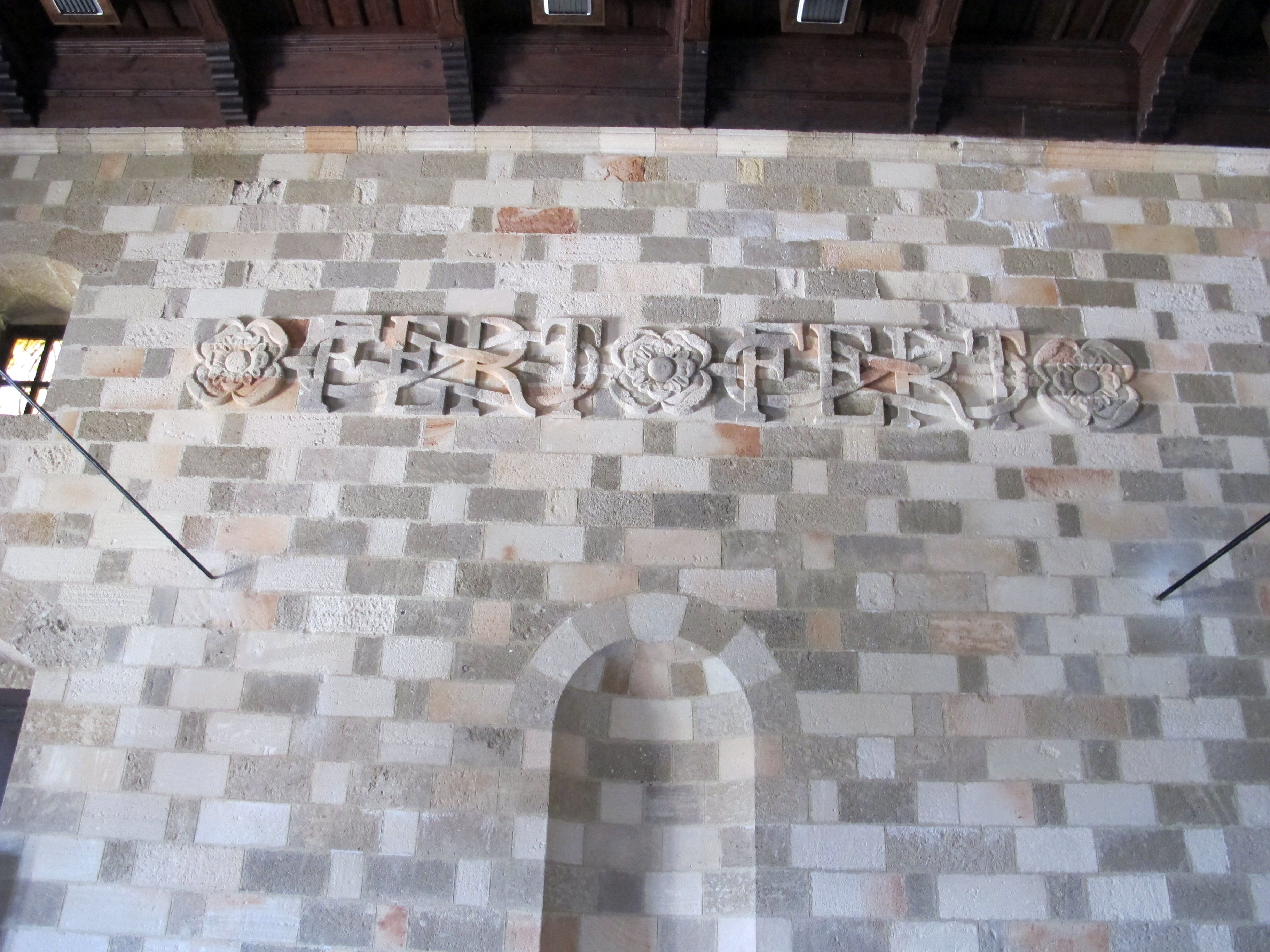
ロードス島騎士団長宮殿 (en) メインホール